# イラリア・カッチャマーニ
イラリア・カッチャマーニ（Ilaria Cacciamani、1994年3月18日 - ）は、イタリア・マルケ州マチェラータ出身の女子ソフトボール選手（投手）。イタリア・セリエA1のイタルポーザ・フォルリ所属。イタリア代表として2015年・2019年・2021年のヨーロッパ選手権に出場し、金メダルを獲得。